# 理科系の作文技術
『理科系の作文技術』（りかけいのさくぶんぎじゅつ）は、学習院大学名誉教授で物理学者の木下是雄の著作。
中公新書から1981年9月に出版され、現在でも毎年重版を重ねている。

## 内容
学生や社会人が授業や仕事の上で必要とされる、レポート、報告書、論文、説明書、マニュアルなどの表現技術とプレゼンテーションのコツを、まとめたもの。
「理科系の作文技術」が、理系科学者がレポートなどを作成することをテーマに書かれているのに対して、一般大学生や社会人に向けて例文や表現を変更した「レポートの組み立て方」（ちくまライブラリー。現在は、ちくま学芸文庫にラインナップ）も、内容はほぼ同じである。

## 重版、および、発行部数
2011年5月時点での重版は第71版（「第71刷」の意）を数え、発行部数は85万部。2012年6月には、新しいオビをつけて重版され、発行部数は90万部。2014年2月の重版で第79版を数え、発行部数は95万部。2016年3月、100万部を突破。
新書には珍しく、2001年に改版されている。

## 書籍情報
- 理科系の作文技術 ISBN 9784121006240
- レポートの組み立て方 ISBN 9784480081216